# John Berkeley (1er baron Berkeley de Stratton)
Pour les articles homonymes, voir John Berkeley et Berkeley.
John Berkeley (né en 1602, baptisé en 1607 – mort le 28 août 1678), 1er baron Berkeley de Stratton, est un homme d'affaires et ami du roi d'Angleterre qui bénéficie de dons de terre importants lors de la restauration britannique, de même que son frère William Berkeley, gouverneur de Virginie. Il devient gouverneur d'Exeter et général des forces de Charles Ier dans le Devon.

## Biographie
Il est le cinquième fils de sir Maurice Berkeley, et frère de William, gouverneur de la Virginie. En 1637, il est ambassadeur royal en Suède.
Commandant de l'armée anglaise en 1638, contre les troupes écossaises, il est fait chevalier par Charles Ier d'Angleterre.
Partisan du roi lors de la Première Révolution anglaise, il est nommé gouverneur d'Exeter et général des armées du Devon. La défaite des forces royalistes l'oblige alors à s'exiler à Paris.
Il participe ainsi à l'évasion de la famille royale en 1652 et tient le premier rang de la cour du duc d'York. Le 19 mai 1658, il est élevé au rang de pair d'Angleterre avec le titre de baron Berkeley de Startton, dans le Somerset. 
À la restauration en 1660, il est membre du Conseil Privé du roi et Lord lieutenant d'Irlande entre 1670 et 1672. Il devient copropriétaire de la colonie de New Jersey de 1664 à 1674, mais il décide finalement de vendre une partie de ses parts à un groupe de quakers. Il est aussi l'un des huit Lord propriétaires de Caroline.
Il fait partie des signataires de la Concession and Agreement, texte proclamant la liberté de culte et de religion en Amérique.
En 1675, il est nommé Ambassadeur Extraordinaire à Versailles.